# Étrave de déneigement

Schéma d'ailerons.

Une étrave de déneigement, plus communément appelée « étrave », est un outil destiné à racler la neige en période hivernale et à la déplacer sur le côté de la chaussée. Elle se distingue du rabot et de la lame biaise par la géométrie de sa lame, qui est en fait constituée de deux éléments disposés en A ou en V et dégageant la neige de part et d'autre du pousseur.
Cet outil est fixé à l'avant du véhicule de déneigement et est poussé par celui-ci.

## Types d’étraves
On distingue deux types d’étraves :

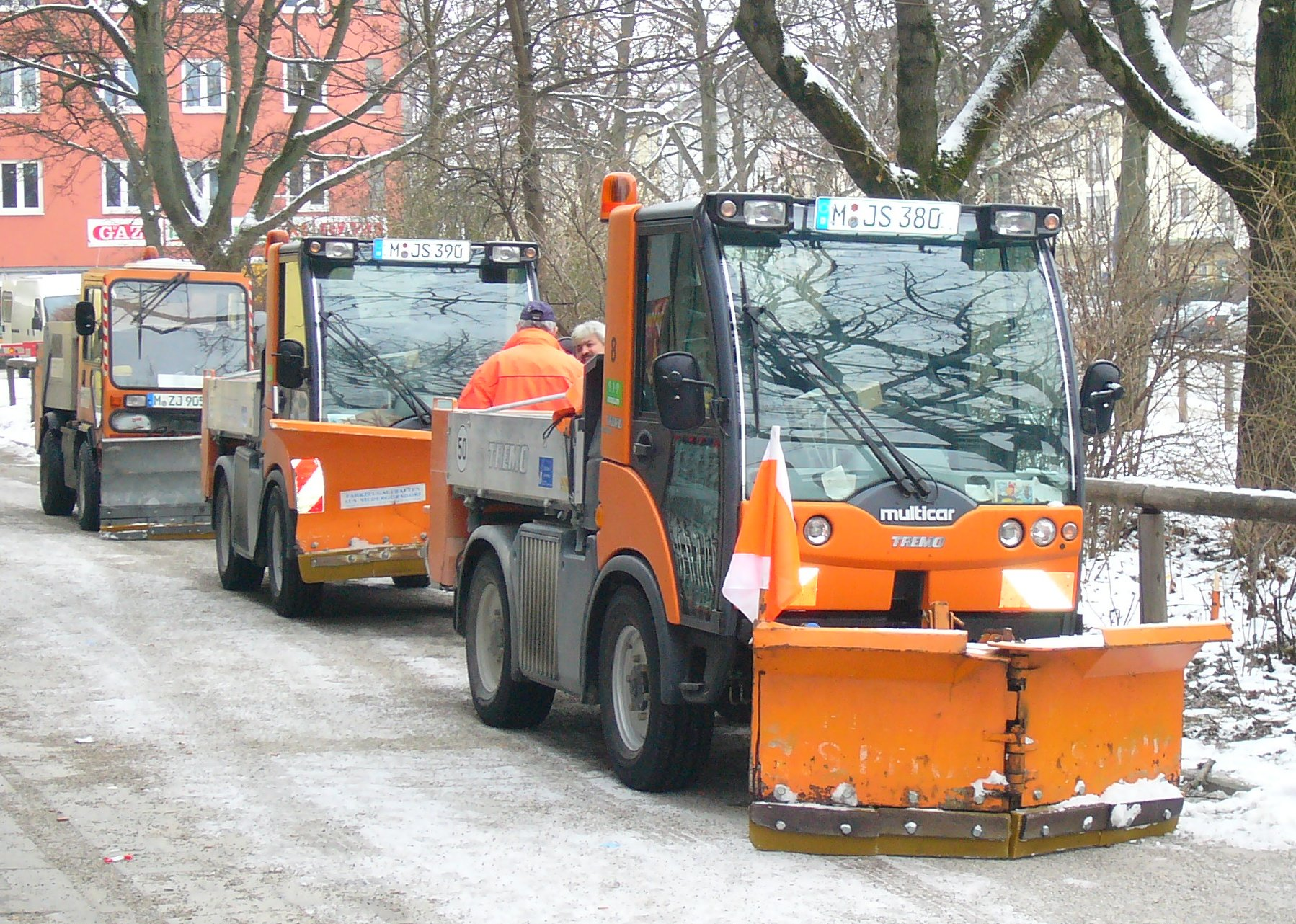
Petite étrave transformable utilisée en milieu urbain.

- l'étrave fixe :  les deux lames de cet outil sont solidarisés.
- l'étrave transformable : elle peut être transformée rapidement en lame biaise, en étrave inversée (V) ou en bull grâce à un mécanisme commandé depuis la cabine.

## Histoire

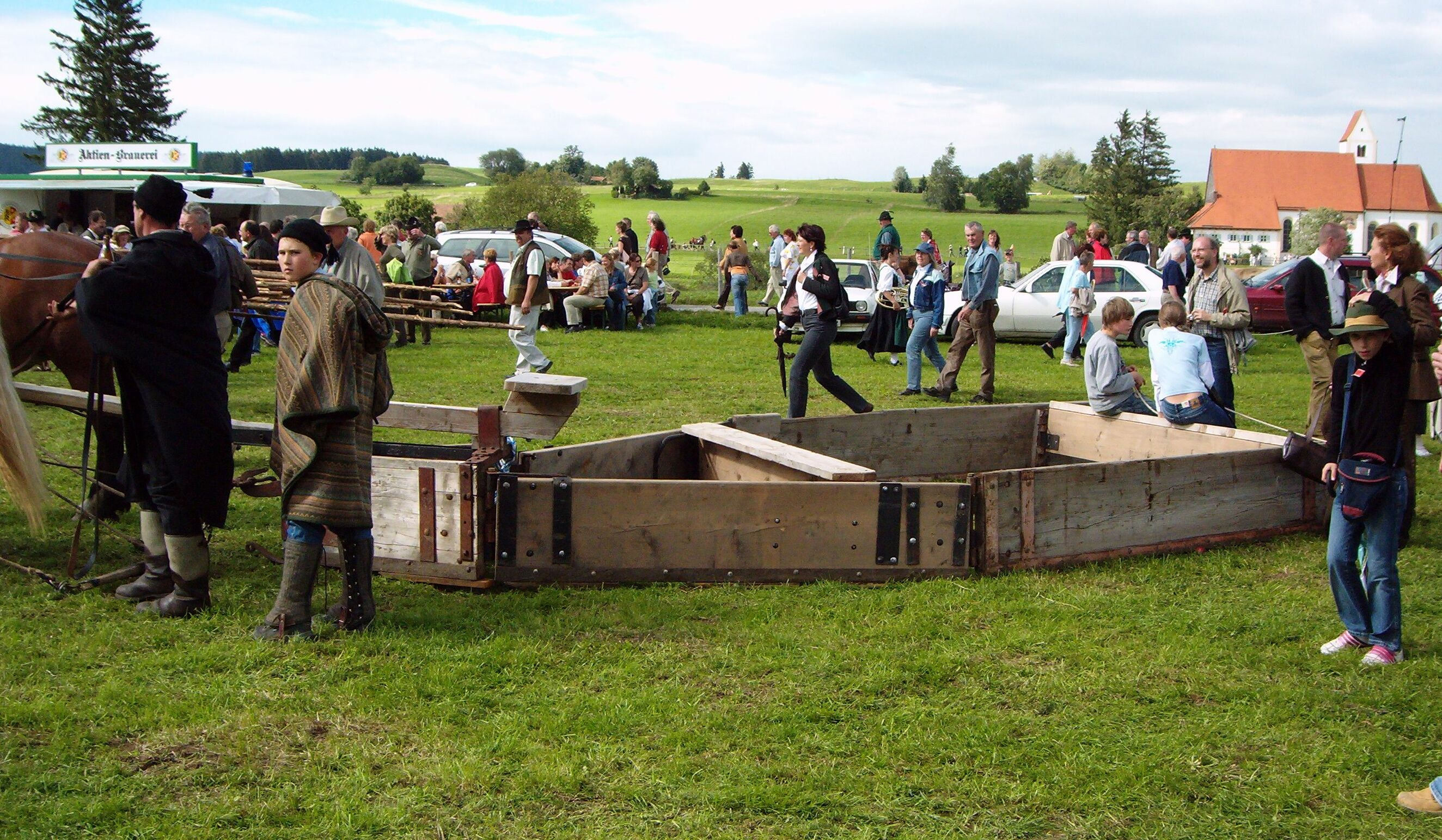
Ancienne étrave tirée par un cheval (Allemagne).